# Cathédrale de Logroño
La cocathédrale de Santa María de La Redonda est une église située à Logroño, province de La Rioja en Espagne. Avec les cathédrales de Calahorra et de Santo Domingo de La Calzada, elle partage le siège du  diocèse de Calahorra et La Calzada-Logroño.

## Histoire
Au Xe siècle, le Camino francés du pèlerinage de Saint-Jacques-de-Compostelle ou chemin de Santiago traversait l'Èbre par un pont qui donna naissance à une localité qui avec le temps deviendra la ville de Logroño.

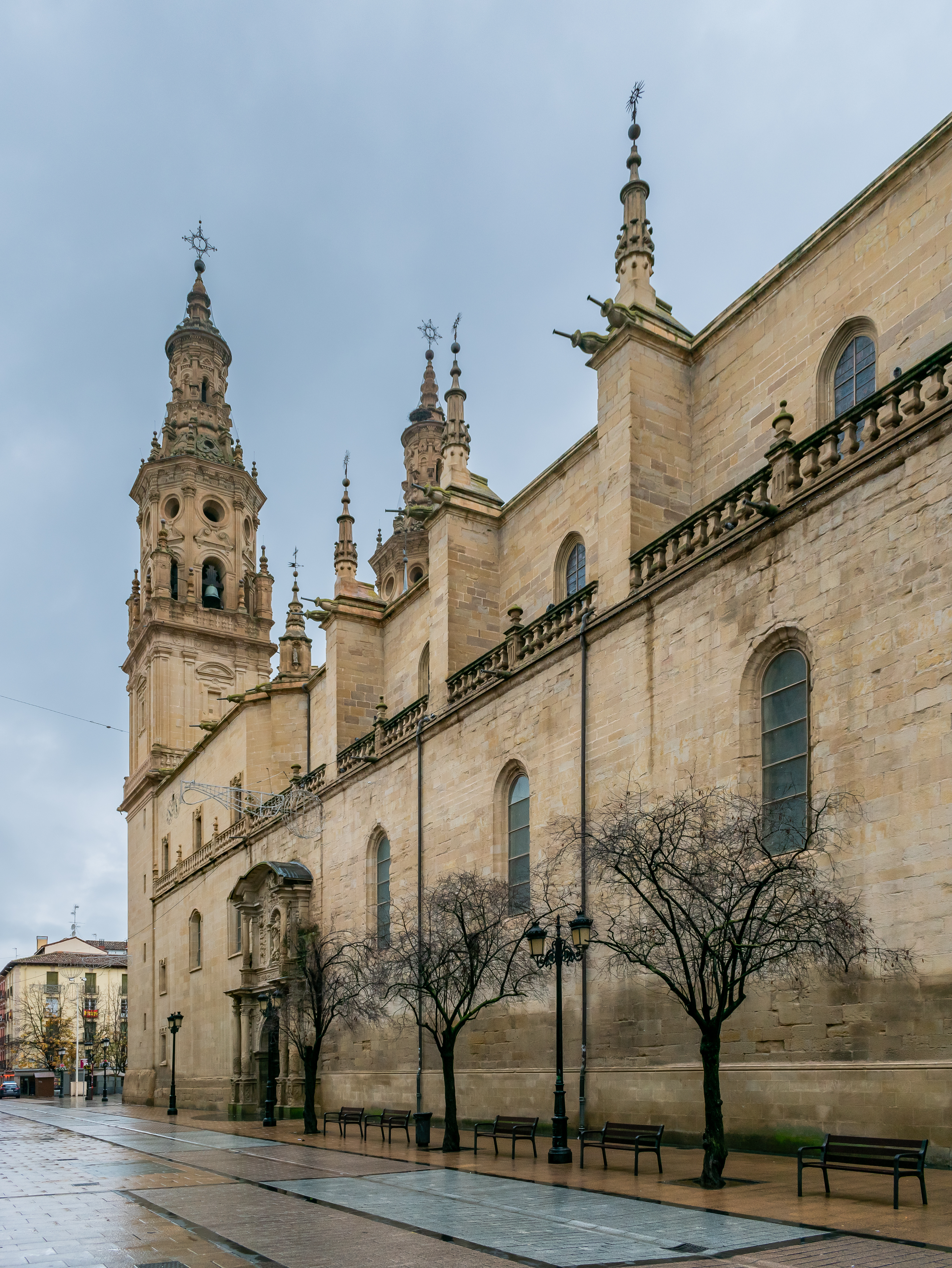
La façade latérale sud.

En 1095 le roi Alphonse VI de Castille octroya à cette localité une charte (Fuero de Logroño) afin que s'y installent des résidents et des pèlerins. Au fil du temps, la ville connut une croissance notable et des églises s'y construisirent : église de Santa María de Palacio, église de Santiago el Real, église de San Bartolomé et église Santa María de La Redonda (ce qui signifie la Ronde en castillan). Cette dernière était située dans un faubourg et se trouvait ainsi éloignée de l'itinéraire du Chemin de Santiago. On l'appela la Ronde car c'était une église romane de plan octogonal, semblable à celles qui se trouvaient sur le même chemin de Santiago en Navarre à Eunate et à Torres del Río.
À la suite de son développement et de son importance, la localité reçut le titre de « Ville » (Ciudad) en 1431, et fut dotée d'une église collégiale, associée à l'important monastère voisin San Martín de Albelda. Parmi les églises existantes, c'est La Redonda qui fut choisie. On estima dès lors souhaitable de remplacer l'ancienne église romane austère et petite, et de construire un sanctuaire grandiose au même emplacement. La construction démarra seulement en 1516 et se réalisa par étapes durant trois siècles.
En 1959 Santa María de La Redonda fut déclarée co-cathédrale avec même rang que les cathédrales historiques de Calahorra, romane, et de Santo Domingo de La Calzada, du XIe siècle.

## Architecture
La co-cathédrale fut essentiellement construite du XVIe au XVIIIe siècle.
Elle comprend trois vaisseaux (nefs), un central et deux latéraux de moindre hauteur, un déambulatoire et le chœur, plus le portail principal et deux tours jumelles. Tout au long des murs latéraux se trouvent des chapelles qui longent l'édifice principal au nord et au sud.
Entre 1516 et 1538, on construisit le corps central du sanctuaire en style gothique appelé Gothique des Rois Catholiques, avec huit hautes colonnes qui culminent en s'ouvrant pour former les voûtes. En regardant vers la voûte on peut contempler de grandioses palmes de pierre surgis de sveltes colonnes cylindriques s'entrecroisant pour former la voûte.

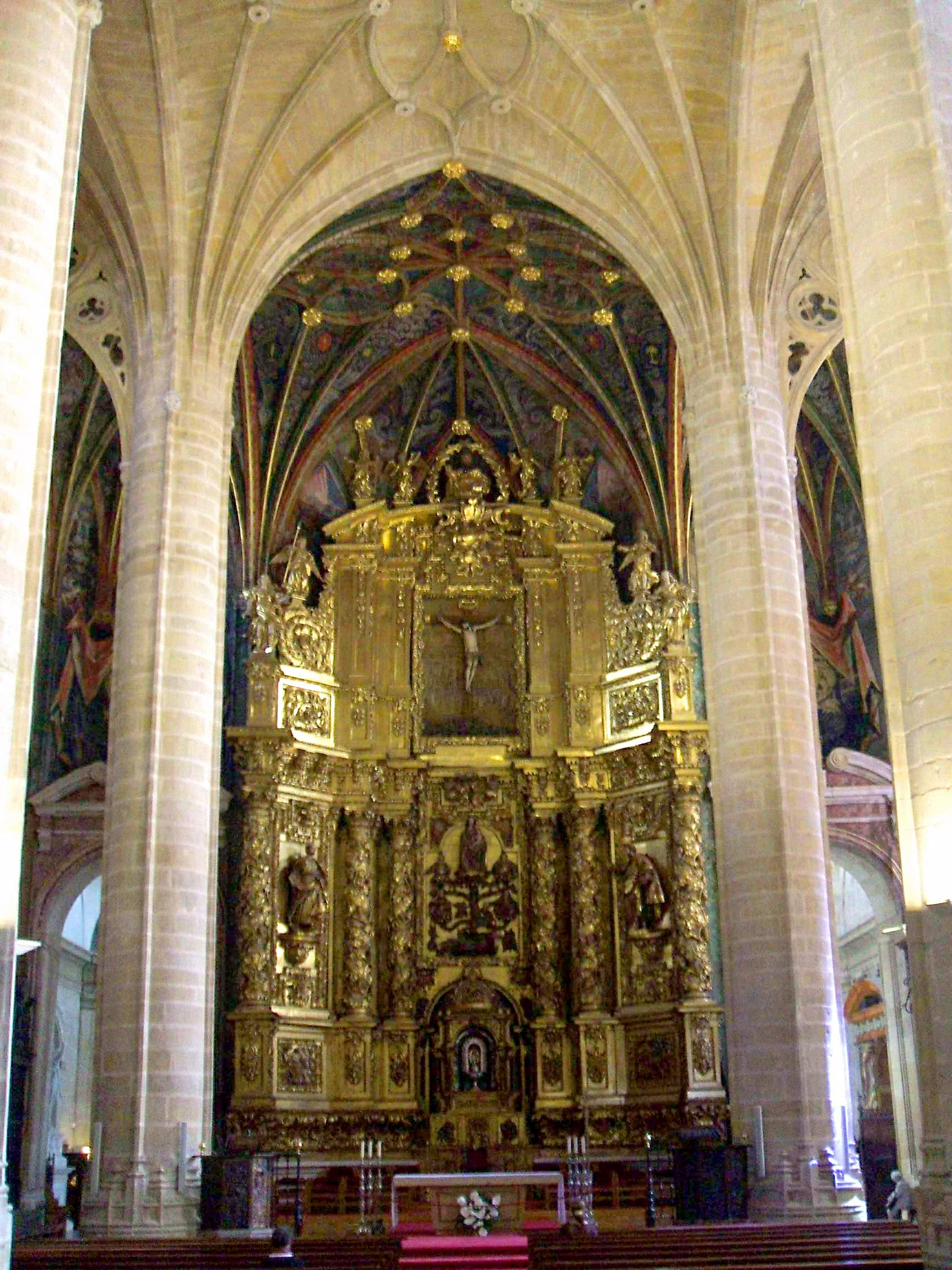
Maître-autel et retable.

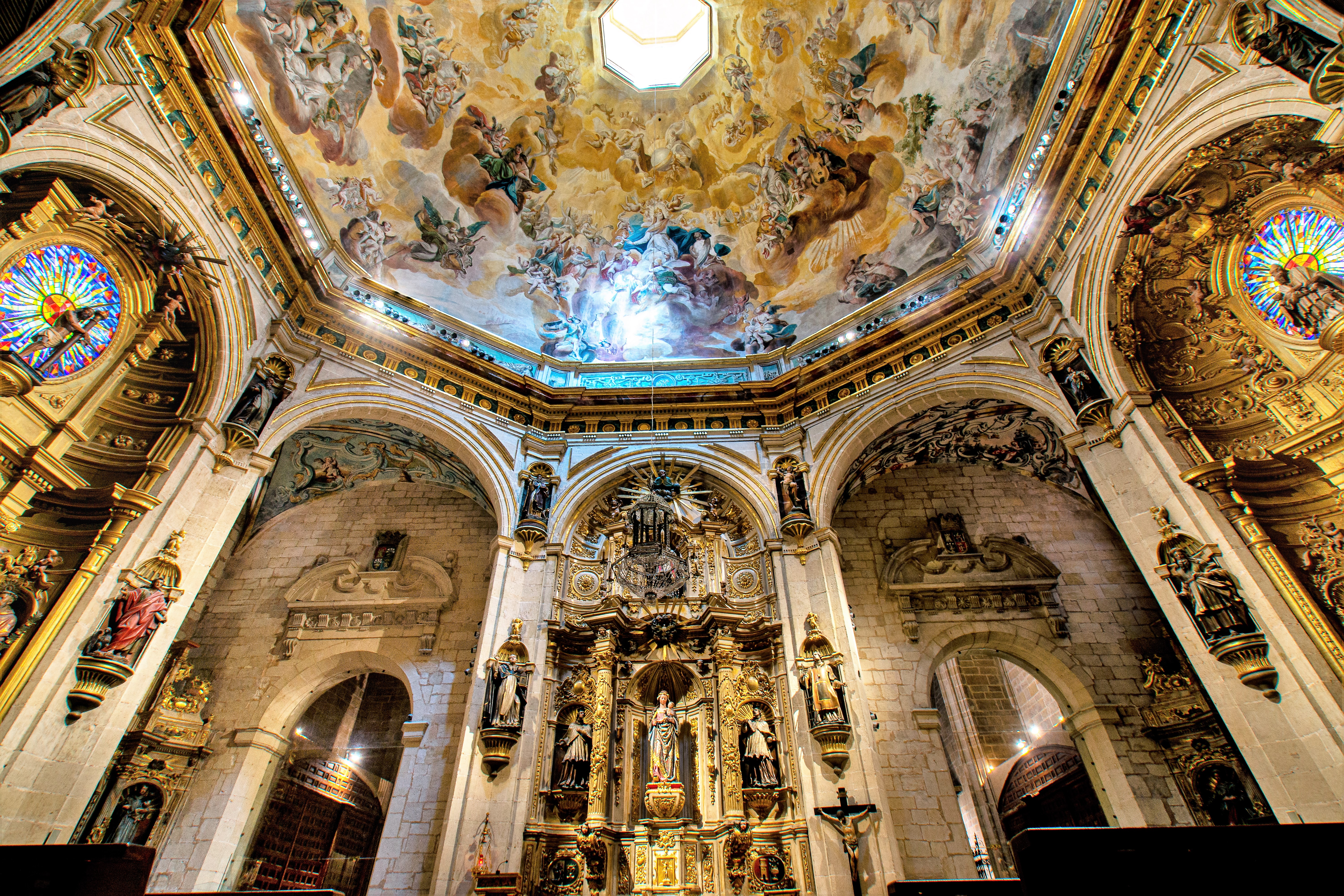
La chapelle Notre-Dame-des-Anges.

Au XVIIe siècle, on agrandit la façade orientale avec la chapelle capilla del Santo Cristo.
Enfin, au XVIIIe siècle, on compléta définitivement la structure principale en abaissant le chœur et en construisant dans le déambulatoire la monumentale chapelle de Notre-Dame-des-Anges (Capilla de Nuestra Señora de los Ángeles).
Toujours au XVIIIe siècle, à l'extérieur, on éleva deux sveltes tours jumelles baroques et richement ornées, qui sont devenues le symbole de la ville de Logroño. On s'inspira de celles-ci pour en édifier de semblables (mais uniques) à Santo Domingo de la Calzada, Haro, Briones, Oyón, Labraza...
Entre les deux tours se trouve un énorme retable de pierre, au-dessus du portail principal, ainsi qu'un fort belle grille.
La cathédrale est orientée rigoureusement d'est en ouest et se situe dans la partie centrale de la vieille ville de Logroño. Elle s'ouvre sur l'ancienne Plaza del Mercado.

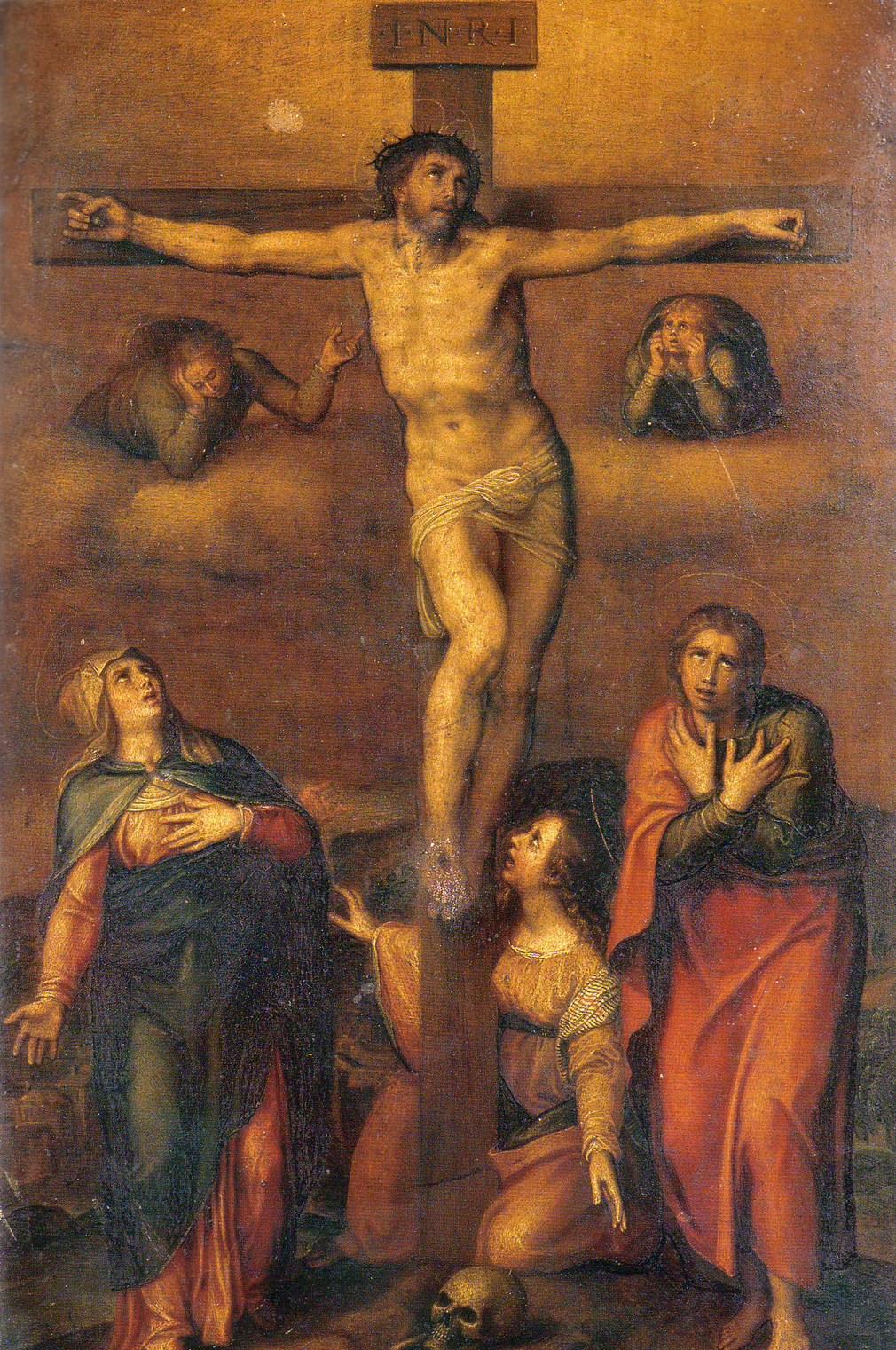
La Crucifixion, attribuée à Michel-Ange (v. 1540).

## Tableau attribué à Michel-Ange Buonarroti
Derrière le déambulatoire de la co-cathédrale se trouve une petite peinture à l'huile. Elle représente un Calvaire avec le Christ crucifié et vivant, et à ses pieds la Vierge de Douleur, saint Jean l'Évangéliste et Marie-Madeleine. Bien qu'il soit censé être l'œuvre de Michel-Ange, cela n'a pas été prouvé.
L'évêque Don Pedro González del Castillo, fit construire la chapelle, capilla del Santo Cristo, près du grand autel, prévoyant d'y être enterré avec son mausolée et sa statue le représentant en prières. Il jouissait d'une grande fortune et faisait de fréquents voyages à Rome, où il acquit de nombreuses œuvres d'art, dans l'idée de les incorporer à sa chapelle. En date du 13 octobre 1627, il écrivit avoir fait l'acquisition d'une « ymajen de Micael Angel original, de tabla, y de un Crucifixo y Cristo bivo, con Nuestra Señora y San Juan a los lados y la Madalena al pie de la cruz y dos ángeles en lo alto… » (en vieux castillan : « une image (peinture) originale de Michel-Ange avec un crucifix et un Christ vivant, avec Notre-Dame et saint Jean à ses côtés, et Madeleine aux pieds de la croix, et deux anges au-dessus… »).
Une note de l'évêque spécifiait que le tableau était gardé dans les coffres. L'évêque ordonnait aussi qu'on ne l'installe pas avant que la grille de protection de la chapelle ne soit élevée. L'œuvre fut dès lors oubliée dans les coffres jusqu'à la seconde moitié du XXe siècle, où on l'installa dans le déambulatoire de la cathédrale, derrière le grand autel.

## Tableaux flamands de Gillis Congnet
Ces tableaux proviennent de la chapelle de la seigneurie de Somalo, située aux environs de la localité de Nájera (province de La Rioja). Ils furent acquis à Paris au début du XXe siècle, et leurs nouveaux propriétaires les installèrent dans leur chapelle. Par après ils en firent don à l'église de La Redonda. Étant donné leur qualité artistique, et vu leur état quelque peu détérioré, le musée du Prado et une entité bancaire procédèrent à leur restauration remettant ainsi en valeur leur grande beauté.
Les six tableaux de 131 x 88 centimètres représentent saint Pierre, la Résurrection du Christ, saint Jean Baptiste, l'Annonciation de Marie, l'Épiphanie de Jésus aux rois et l'Assomption de la Vierge.
De plus, trois tableaux de 26,5 x 96 centimètres décrivent différentes scènes de la vie de saint François d'Assise.
Gillis Congnet ou Coingnet, est un peintre anversois qui naquit en 1535 à Anvers et mourut en 1599 à Hambourg. Il peignit ces tableaux à Anvers en 1584, ce dont témoigne la signature visible dans la partie inférieure gauche du tableau de l'Annonciation.

Tableaux de Gillis Congnet
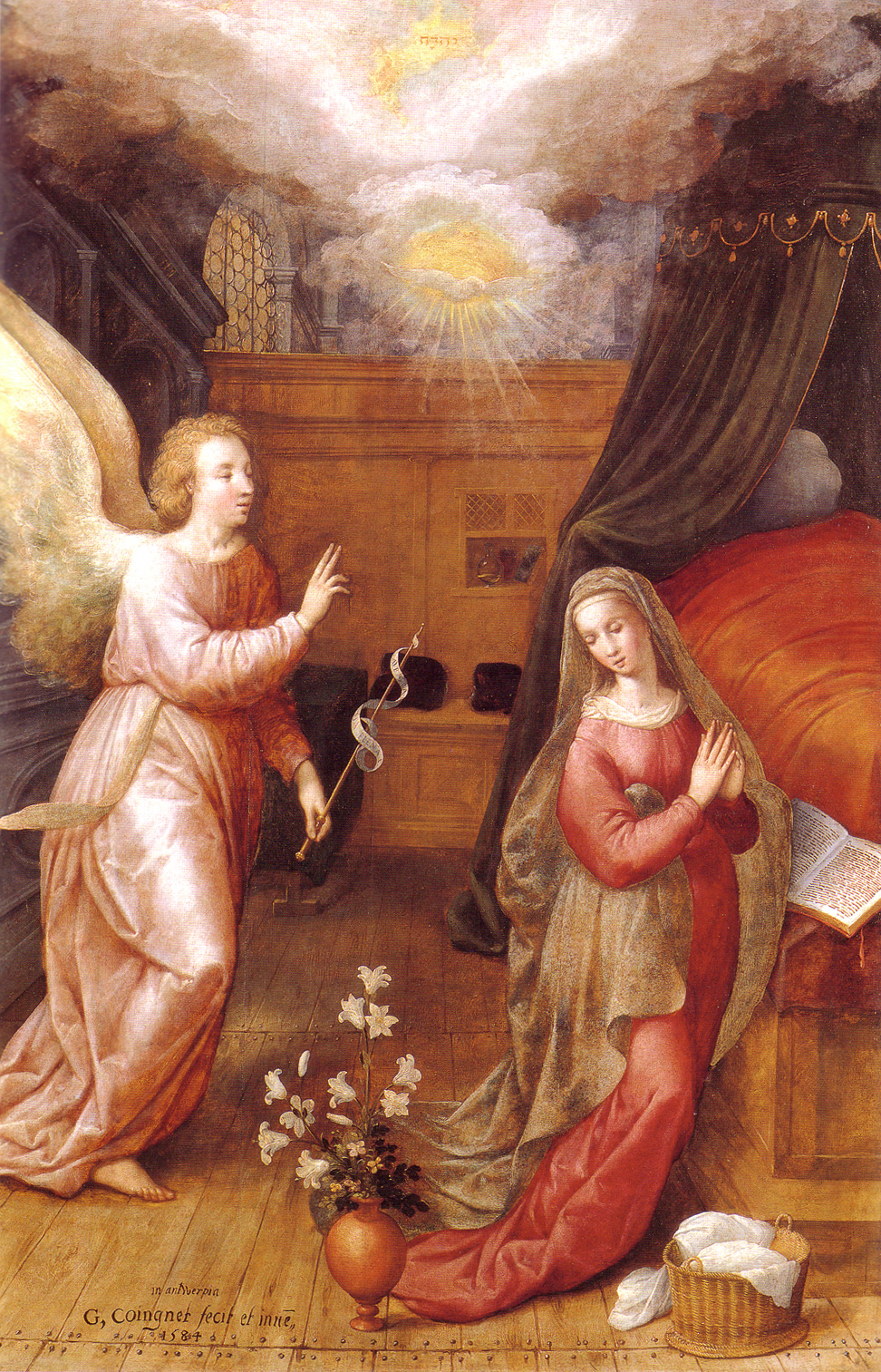
Annonciation.
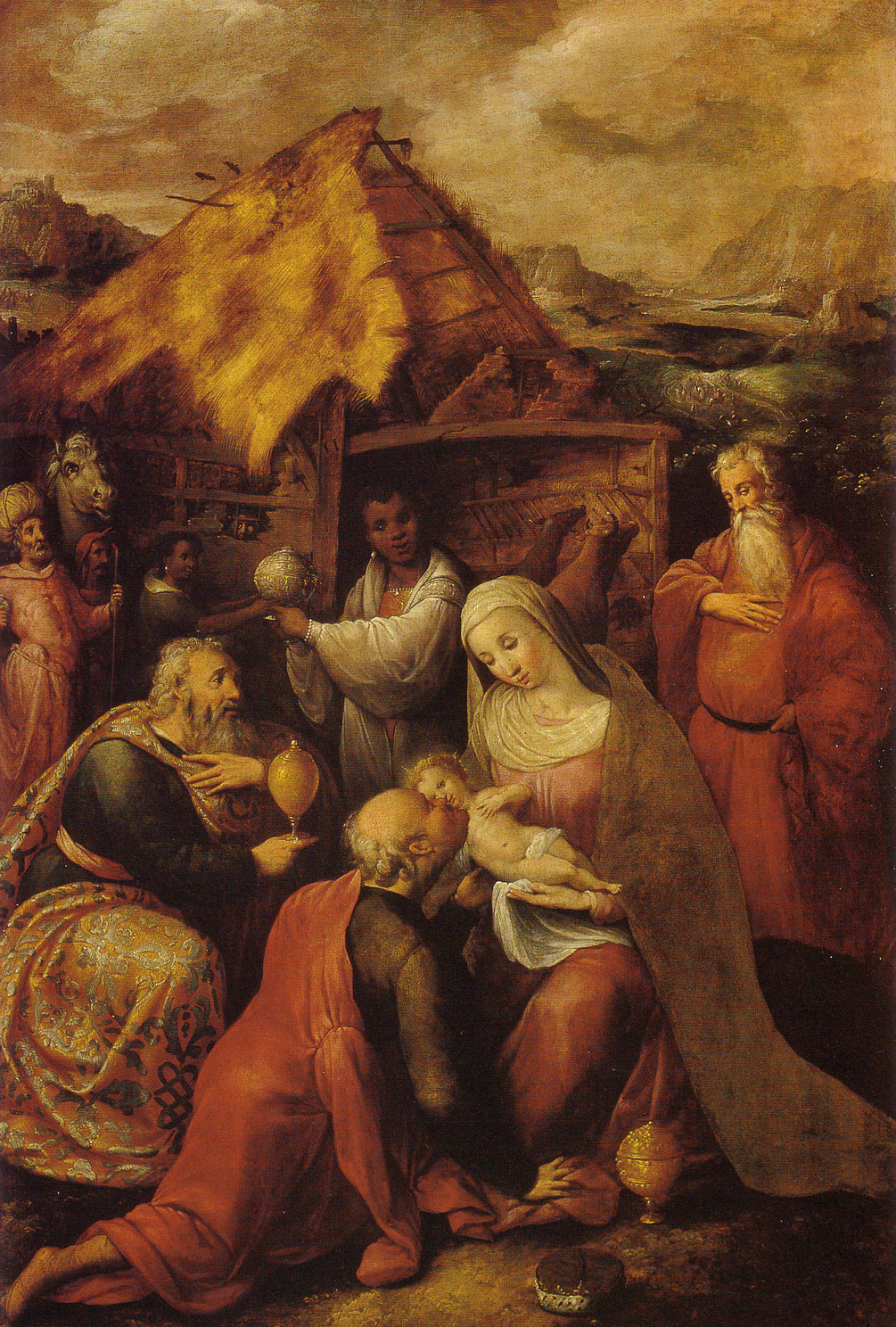
Épiphanie.
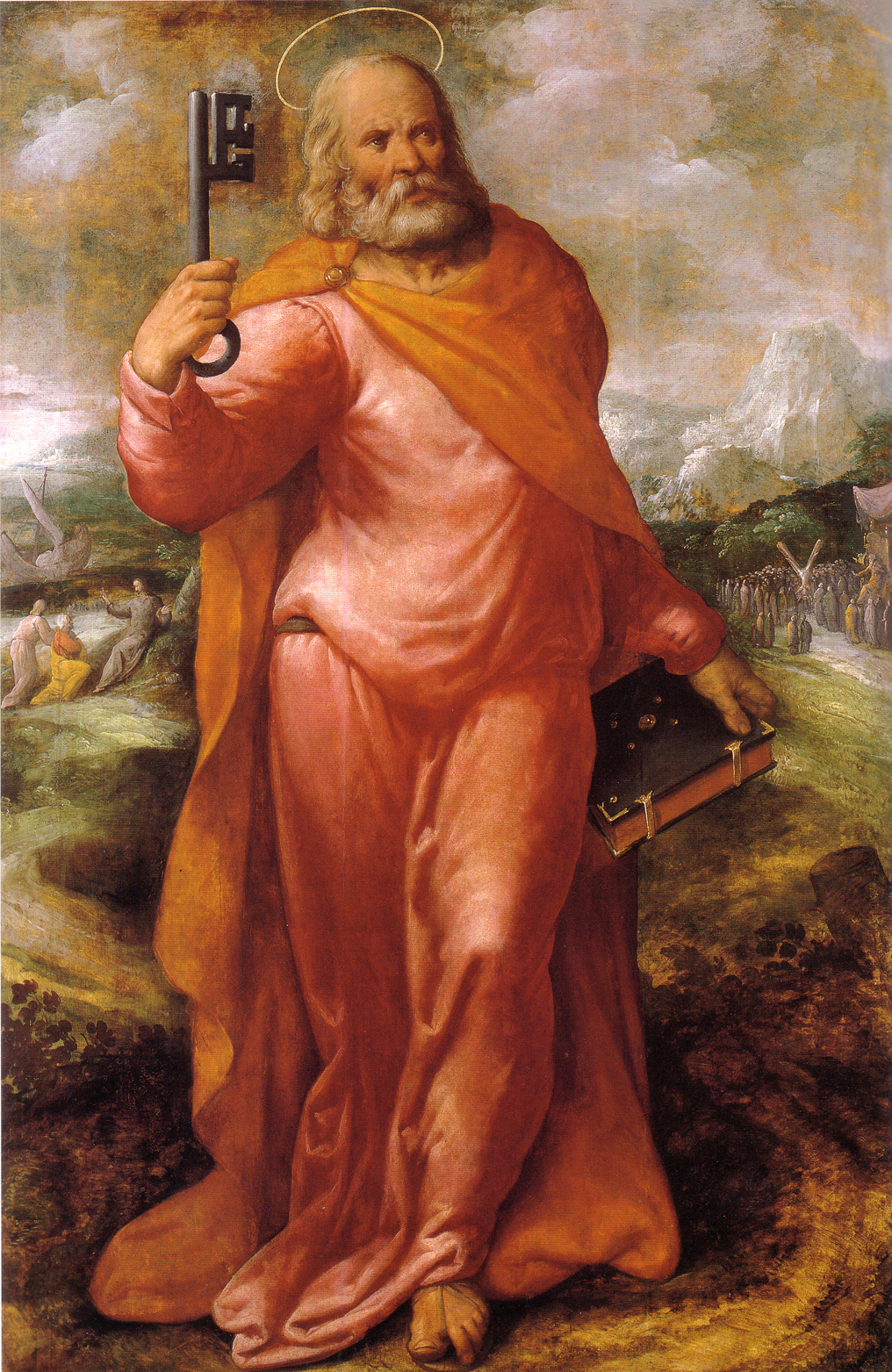
Saint Pierre.

## Autres œuvres d'art de la cathédrale
- Immaculée Conception, sculpture de l'artiste Gregorio Fernández.
- L’adoration des Rois Mages, bas-relief (Anvers, 1554).

## Protection
La cathédrale fait l’objet d’un classement en Espagne au titre de bien d'intérêt culturel depuis le 3 juin 1931.